# Бушма, Владимир Фомич
Влади́мир Фоми́ч Бу́шма (бел. Уладзімір Фаміч Бушма; род. 24 ноября 1983, Минск) — белорусский футболист, вратарь клуба «Крумкачи».

## Биография
Уже в детстве увлекался футболом, стоял на воротах в дворовой команде, но всерьёз начал заниматься лишь с 16 лет. Дебютировал Владимир в составе команды СКАФ. В 2001 году перешёл в «Торпедо» из Жодино, в котором играл до 2010 года.
В начале 2011 года перешёл в «Гомель», где был основным вратарём.
В декабре 2012 года подписал контракт с «Минском». Играл в основном составе команды. В сентябре 2013 года получил травму, из-за которой выбыл до конца сезона. В январе 2014 года продлил контракт с клубом. В январе 2015 года по окончании контракта покинул команду.
Позднее направился на просмотр в молдавскую «Дачию», которую незадолго до этого возглавил белорусский специалист Олег Кубарев, однако контракт так и не был подписан.
В результате в феврале 2015 года стал игроком солигорского «Шахтёра». Вскоре смог закрепиться в стартовом составе. В ноябре 2015 года продлил контракт с клубом. В сезоне 2016 года окончательно закрепился в качестве основного вратаря солигорцев. В декабре 2016 года продлил соглашение с командой. В первой половине сезона 2017 был основным вратарём, однако в июле получил травму.
В ноябре 2017 года было достигнуто соглашение о переходе Бушмы в жодинское «Торпедо-БелАЗ». В первой половине сезона 2018 боролся за место основного вратаря команды с Иваном Коноваловым, позднее став первым номером на этой позиции. В августе 2022 года покинул клуб.
Осенью начал тренироваться с рогачёвским «Макслайном». В ноябре 2022 года официально присоединился к клубу. Дебютировал за клуб 16 ноября 2022 года в стыковом матче против дзержинского «Арсенала». По итогу ответного стыкового матча 20 ноября 2022 года футболист вместе с рогачёвским клубом оформил себе путёвку в Высшую Лигу.
В феврале 2023 года появилась информация, что футболист близок к завершению профессиональной футбольной карьеры и полностью сосредоточится на работе тренера в академии клуба «ДНК Нации». В марте 2023 года подписал контракт с «Макслайном». Позже футболист не смог активировать свой контракт с клубом и присоединился к минским «Крумкачам».
Перед началом сезона 2025 года стал главным тренером клуба "Крумкачи". Помимо того, работает тренером в ДЮСШ по футболу "Груганы", где занимается с группой ребят 8-10 лет.

## Достижения

### Командные
«Гомель»
- Обладатель Кубка Белоруссии: 2010/11
- Бронзовый призёр чемпионата Белоруссии: 2011
- Обладатель Суперкубка Белоруссии: 2012

«Минск»
- Обладатель Кубка Белоруссии: 2012/13

«Шахтёр»
- Серебряный призёр чемпионата Белоруссии: 2016
- Бронзовый призёр чемпионата Белоруссии: 2015, 2017

«Торпедо-БелАЗ»
- Бронзовый призёр чемпионата Белоруссии: 2020

### Личные
- Четырежды включался БФФ в список 22 лучших футболистов чемпионата Белоруссии: 2007, 2009, 2011, 2016